# Gevensleben
Gevensleben är en kommun och ort i Landkreis Helmstedt i förbundslandet Niedersachsen i Tyskland.
Kommunen ingår i kommunalförbundet Samtgemeinde Heeseberg tillsammans med ytterligare tre kommuner.